# مهدي بن الشيخ
مهدي بن الشيخ (13 مايو 1979 في تونس - ) هو لاعب كرة طائرة تونسي في مركز ممرر ‏. شارك في الألعاب الأولمبية الصيفية 2012.

## وصلات خارجية
- مهدي بن الشيخ على موقع عالم الكرة الطائرة (الإنجليزية)
- مهدي بن الشيخ على موقع أوليمبيديا (الإنجليزية)